# Willi Gaisch
Willi Gaisch (* 3. Juli 1922 in Graz; † 11. Dezember 2009 ebenda) war ein österreichischer Politiker.

## Leben
Willi Gaischs Vater lernte in russischer Kriegsgefangenschaft, in die er als freiwilliger Soldat während des Ersten Weltkrieges geriet, Willis Mutter, eine russisch-jüdische Arbeiterin, kennen.
Willi Gaisch wuchs in einer Arbeiterfamilie heran und erlernte den Beruf des Tischlers. 1936 trat er dem Kommunistischen Jugendverband (KJV) bei, und 1938 der Kommunistischen Partei Österreichs (KPÖ). Obwohl er wegen seines jüdischen Glaubens verfolgt und zweimal von der Geheimen Staatspolizei (Gestapo) verhaftet wurde, trat er nach dem Anschluss Österreichs ans Deutsche Reich für die Souveränität seiner Heimat ein. So unterstützte er nicht nur die kommunistische Widerstandsbewegung, sondern hielt auch Kontakt zu Richard Zach, einem Lehrer, der 1943 hingerichtet wurde.
Nach dem Krieg arbeitete Gaisch als Redakteur für die Tageszeitung Wahrheit und begann innerhalb seiner Partei, der KPÖ, seinen Weg zu gehen. So war er Bezirkssekretär von Graz, fungierte als steirischer Landessekretär, und wurde im Jahr 1979 zum Landesparteivorsitzenden der KPÖ gewählt. Im Jahr 1987 zog er ins Politbüro ein. Sowohl 1981 als auch 1986 war Gaisch Spitzenkandidat der Kommunisten bei den Landtagswahlen in der Steiermark, konnte jedoch außer 1,34 Prozentpunkten an Wählerstimmen im Jahr 1981 keinen größeren Erfolg verbuchen. Beide Male gelang es der KPÖ nicht, in den Landtag einzuziehen.
Im November 1991 legte er seine Funktion als Landesobmann der KPÖ zurück, blieb aber weiter als Finanzverantwortlicher Mitglied des Landessekretariates der KPÖ. Nach seinem Ausscheiden aus diesen Funktionen wurde er auf dem Landesparteitag 2007 zum Ehrenvorsitzenden der steirischen KPÖ gewählt. 
Willi Gaisch war dennoch bis zuletzt in der KPÖ aktiv und galt als Verfechter des Marxismus.
Er starb infolge eines Schlaganfalls, den er bei den Studierendenprotesten in Österreich 2009/2010 an der Universität Graz in einem Hörsaal erlitten hatte.

## Würdigung
Seit dem 10. Dezember 2010 trägt der größte Hörsaal, das Auditorium Maximum (06.01), der Universität Graz offiziell den Namen "Willi-Gaisch-Hörsaal".
Die KPÖ initiierte 2023 die Konferenzreihe Willi-Gaisch-Seminar.